# Dorothy Livesay

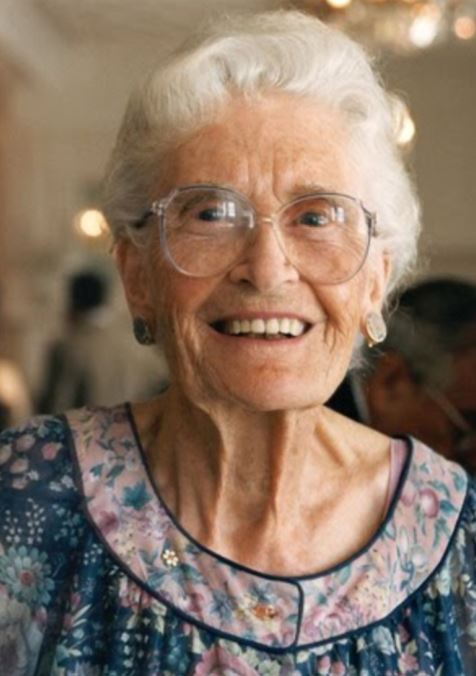
Dorothy Livesay

Dorothy Livesay (* 12. Oktober 1909 in Winnipeg; † 29. Dezember 1996 in Victoria) war eine kanadische Lyrikerin.

## Leben
Die Tochter der Journalistin, Lyrikerin und Übersetzerin Florence Randal Livesay und des Journalisten J. F. B. Livesay besuchte eine private Mädchenschule in Toronto und studierte von 1927 bis 1931 an der University of Toronto. In dieser Zeit erschien ihr erster Gedichtband Green Pitcher. 1931–32 setzte sie ihr Studium an der Sorbonne fort.
In der Folge der Weltwirtschaftskrise schloss sich Livesay linken Studentenkreisen an und wurde nach dem Studium Mitglied der Kommunistischen Partei. Ab 1936 arbeitete sie in Vancouver für deren Journal New Frontier. Nach ihrer Heirat 1937 mit Duncan Macnair, einem Theosophen, entfernte sich Livesay von kommunistischen Ideen. Ihre Kinder wurden 1940 und 1942 geboren. 1947 erhielt sie die Lorne Pierce Medal für Literatur der Royal Society of Canada.
Nach dem plötzlichen Tod Macnairs 1959 arbeitete Livesay für die UNESCO in Paris und ging bis 1963 als Lehrerin nach Sambia. Nach ihrer Rückkehr nach Kanada nahm sie ihr Studium wieder auf und erlangte 1964 einen Mastergrad an der University of British Columbia. Danach wirkte sie zehn Jahre lang als Writer in  Residence an verschiedenen Universitäten Kanadas.
Neben mehreren Ehrendoktortiteln erhielt Livesey 1987 den Order of Canada und 1992 den Order of British Columbia. Ihre letzten Lebensjahre verbrachte sie auf Galiano Island in der Nähe von Victoria.
Der seit 1986 bestehende B.C. Prize for Poetry der BC Book Prizes wurde 1989 ihr zu Ehren in  Dorothy Livesay Poetry Prize umbenannt.

## Werke
- Green Pitcher, 1928
- Day And Night, 1944
- Poems for People, 1947
- Call My People Home, 1950
- The Colour of God's Face, 1964
- The Unquiet Bed, 1967
- A Winnipeg Childhood, 1973
- Ice Age, 1975
- Right Hand, Left Hand: A True Life of the Thirties: Paris, Toronto,  Montreal, The West, and Vancouver. Love, Politics, the Depression  and Feminism. Press Porcepic, Erin ON 1977
  - Auszug, Übers. Karin Simon: Zwei Frauen. In: Frauen in Kanada. Erzählungen und Gedichte. dtv, 1993
- The Raw Edges: Voices from Our Time. 1981
- The Phases of Love. 1983
- The Self-Completing Tree: Selected Poems. 1986
- Beginnings, 1988
- Journey With My Selves: A Memoir, 1909–1963. Douglas & McIntyre, Toronto 1991
- Archive for Our Times: Previously Uncollected and Unpublished Poems of Dorothy Livesay. 1998

## Archivbestand
- Victoria BC, datiert 1975: Dorothy Livesay Records. Bestand in den "British  Columbia Archives"